# Jong Colombia
CRK Sport Verenigang Jong Colombia – klub piłkarski z Curaçao, z siedzibą w mieście Boca Samí.

## Osiągnięcia
- Mistrz Antyli Holenderskich (7): 1966, 1968, 1973, 1974, 1978, 1997, 2001
- Mistrz wyspy Curaçao: 2000
- Finał Pucharu Mistrzów CONCACAF: 1967, 1979

## Historia
Jong Colombia założony został w 1951 roku. Za miano derbowych rywalizacji uchodzą mające już długą tradycję pojedynki z klubem Jong Holland, mającym swą siedzibę w sąsiednim mieście Willemstad. 
W klubie grali tacy piłkarze, jak występujący obecnie w Niemczech (w czwartoligowym WSV Wuppertal) reprezentant Antyli Holenderskich Rocky Siberie, oraz Nuelson Wau (także reprezentant Antyli Holenderskich) grający teraz w Holandii (w pierwszoligowym Willem II Tilburg). Ponadto wychowankiem klubu jest najlepszy strzelec Antyli Holenderskich Brutil Hosé, który obecnie gra w Malezji, w klubie Sarawak Kuching.